# Busov
Busov je pohoří na severovýchodním Slovensku v okrese Bardejov. Je geomorfologickým podcelkem Nízkých Beskyd.

## Vrcholy
Jeho nejvyšším vrcholem je stejnojmenná hora Busov (1002 m). Některé další hory: Stebnická Magura (899 m), Javorina (881 m), Sivá skala (837 m), Staviská (806 m), Suchý vrch (742 m), Polianka (726 m), Koldorina (594 m). Kompletní seznam hor s výškou nad 700 m uvádí Seznam vrcholů v Busově.